# Caenocryptus pictus
Caenocryptus pictus là một loài tò vò trong họ Ichneumonidae.